# Ханс Йоахим Шедлих
Ханс Йоахим Шедлих (на немски: Hans Joachim Schädlich) е германски писател и преводач, автор на романи, разкази и есета.

## Биография
Ханс Йоахим Шедлих е син на търговец. Завършва основно училище в Райхенбах и гимназия в Бад Зааров и Темплин. От 1954 до 1959 г. следва германистика и лингвистика в Хумболтовия университет на Берлин и Лайпцигския университет. През 1960 г. получава в Лайпциг докторска степен за езиковедска теза. От 1959 до 1976 г. е научен сътрудник в Академията на науките на ГДР в Източен Берлин.
В края на 60-те години Шедлих създава текстове, чието високо литературно качество е признато от издателските редактори, но поради неприкритата критика на политическата действителност в страната са спирани от цензурата в ГДР и не се публикуват.
След като през декември 1976 г. подписва протеста на писатели от ГДР срещу отнемането на гражданството на поета Волф Бирман, Шедлих е уволнен от Академията на науките. Може да припечелва прехраната си само като преводач на свободна практика. ЩАЗИ започва срещу него оперативни действия.
През август 1977 г. с помощта на Гюнтер Грас в западногерманското издателство „Роволт“ излизат текстове на Шедлих, критикуващи режима в ГДР, под заглавие „Опит за близост“ („Versuchte Nähe“). Натискът срещу него става още по-силен и през декември същата година го принуждават да напусне страната и той се преселва със семейството си във ФРГ. Шедлих живее първо в Хамбург и Даленбург (Долна Саксония), а от 1979 г. се установява в Западен Берлин. Всички негови по-късни творби са публикувани в Западна Германия.
Ханс Йоахим Шедлих е член на Немската академия за език и литература в Дармщат. През 1996 г. заедно с други дисиденти от ГДР напуска немския ПЕН клуб в хода на дискусиите за обединението на източната и западната секция на клуба.

## Награди и отличия
- 1977: „Рауризка литературна награда“
- 1979: „Награда Андреас Грифиус“ (поощрение)
- 1986: „Марбургска литературна награда“
- 1989: Thomas-Dehler-Preis
- 1992: Johannes-Bobrowski-Medaille
- 1992: „Награда Хайнрих Бьол“
- 1995: „Награда Ханс Зал“
- 1995: Bamberger Poetikprofessur
- 1996: „Награда Клайст“
- 1998: „Възпоменателна награда Шилер“
- 2003: „Награда Лесинг“ (Саксония)
- 2004: „Награда Хофман фон Фалерслебен“
- 2005: Samuel-Bogumil-Linde-Preis
- 2007: „Голяма литературна награда на Баварската академия за изящни изкуства“
- 2007: „Награда на Югозападното радио“
- 2008: „Бременска литературна награда“
- 2010: „Награда Корине“ на баварския президент
- 2010: Calwer Hermann-Hesse-Stipendium
- 2011: „Награда Йозеф Брайтбах“[3])
- 2014: „Берлинска литературна награда“
- 2014: „Федерален орден за заслуги“[4]